# NGC 5568
NGC 5568 (również PGC 51168) – galaktyka spiralna (Sc), znajdująca się w gwiazdozbiorze Wolarza. Odkrył ją Guillaume Bigourdan 27 maja 1886 roku.